# Текинский ковёр
Текинский ковер — разновидность туркменского ковра, традиционно изготавливаемого вручную туркменами-теке. Гёль теке, наряду с гёлями других крупных четырех подразделений в составе туркмен, изображён на гербе и флаге Туркменистана.
Ковры ручной работы текинцев наиболее узнаваемы в Туркменистане и за ее пределами благодаря разделенному на четыре части гёлю.

## Описание

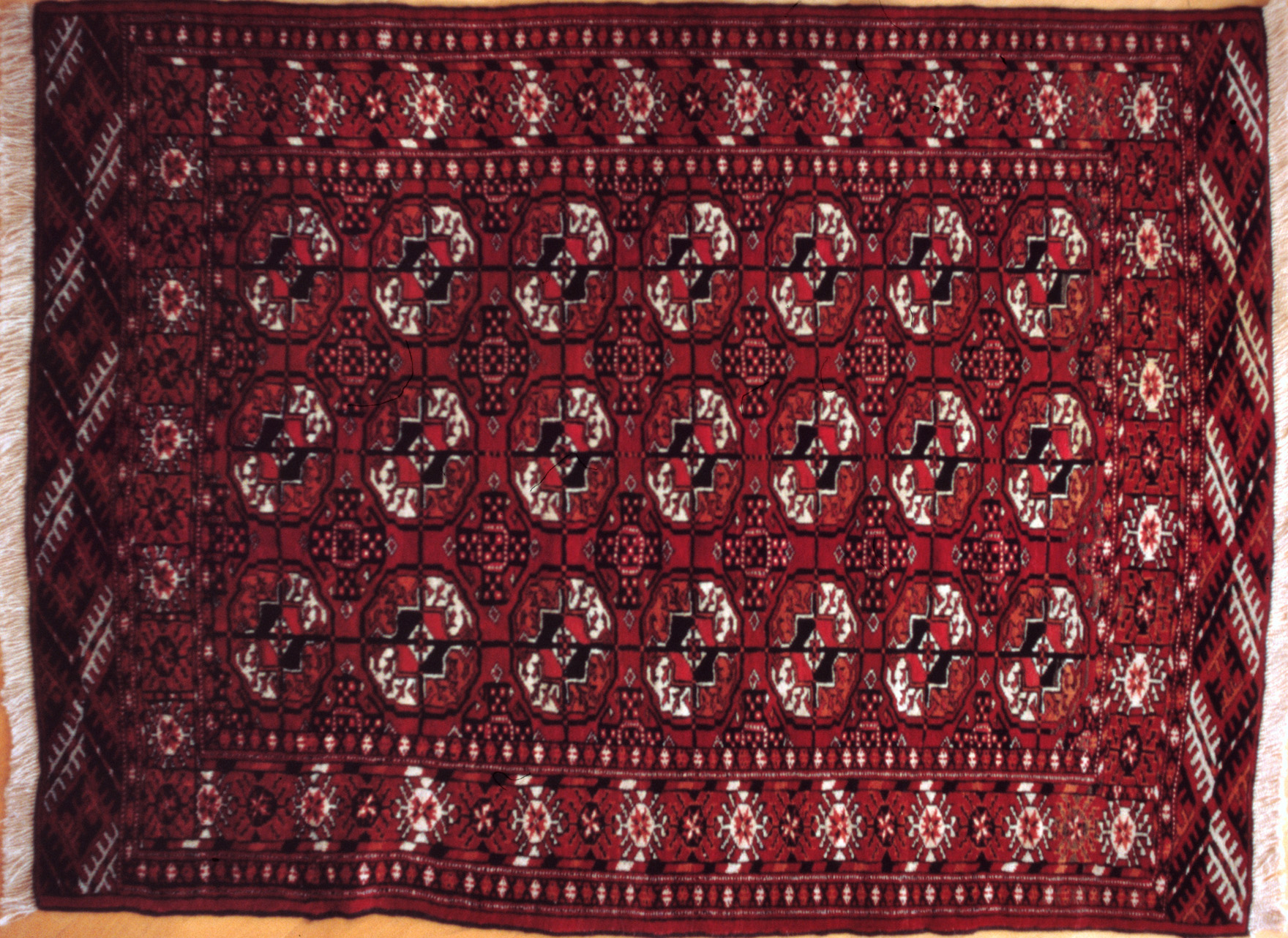
Туркменский ковёр с текинским орнаментом

Ковры племени теке славятся своим высоким качеством и мастерством. Они выполнены в тёплых золотых и ярко-красных тонах. Главный узор обычно состоит из крестообразных фигур, а центральная часть ковра украшена широкими пограничными полосами. В середине располагаются восьмиугольные медальоны, окружённые цепочками маленьких треугольников, а верхняя и нижняя части ковра украшены цветочными мотивами. Основной цвет ковра — красный, который варьируется от яркого до тёмно-вишнёвого и коричневого. В орнаменте также присутствуют жёлтые, тёмно-зелёные, синие и белые цвета. Центральные элементы часто делаются тёмно-синими, коричневыми или чёрными, а белые детали гармонично вписываются в композицию благодаря тёплому коричневому цвету шерсти. Эти ковры отличаются насыщенными цветами, бархатистой текстурой и лёгким блеском, который со временем становится ещё более выразительным.
В коврах теке можно увидеть мотивы, характерные для других туркменских племён, таких как йомуд, сарык, салыр и эрсари. Ковры подгруппы ахал-теке, одного из подразделений племени теке, также пользуются популярностью.
Текинские ковры широко известны как в Туркменистане (особенно в районах Ашхабада и Мервского оазиса), так и за его пределами.